# 基肖尔·杰纳
基肖尔·杰纳（Kishore Jena，1995年9月6日—），生于普里縣，印度男子田径运动员，主攻标枪，2023年全国田径锦标赛男子标枪银牌得主、2022年亚洲运动会男子标枪银牌得主。